# Fastook Glacier
Fastook Glacier är en glaciär i Antarktis. Den ligger i Östantarktis. Australien gör anspråk på området. Fastook Glacier ligger 1 369 meter över havet.
Terrängen runt Fastook Glacier är huvudsakligen platt, men åt sydost är den kuperad. Terrängen runt Fastook Glacier sluttar norrut.  Trakten är obefolkad. Det finns inga samhällen i närheten.